# Ingres (database)
Ingres [inɡGRESS] è un completo database management system relazionale (RDBMS) SQL rilasciato con licenza libera GPL o commerciale. Ingres significa: INtelligent Graphic RElational System

## Storia
Ingres evolse da un progetto di ricerca dell'Università della California - Berkeley, cominciato nel 1970 e terminato nel 1985. Il codice originale, simile a quello di altri progetti a Berkeley, era disponibile a un costo minimo con una versione della Licenza BSD. Ingres ha generato un numero di applicazioni di database commerciali, tra cui  Sybase, Microsoft SQL Server, NonStop SQL ed altri. Postgres (Post Ingres), un progetto iniziato nel 1985, si evolse poi in PostgreSQL.
Ingres rispetta gli standard ACID ed è completamente transazionale (comprese tutte le istruzioni DDL, Data Definition Language).
Ingres fa parte dell'Open Source Business Alliance, iniziativa open-source tedesca no profit.

## Denominazione commerciale
La sua denominazione commerciale varia quasi in ogni nuova versione. Cronologicamente:
- Ingres 6.4
- OpenIngres 1.0
- Ingres II 2.0
- Advantage Ingres 2.6
- Ingres r3
- Ingres 2006 (9.0)
- Ingres 9.2
- Ingres 10.0

Ingres è stato commercializzato e funziona principalmente sui sistemi UNIX (particolarmente Linux), Microsoft Windows e VMS.